# Mohamed Nagieb
Mohamed Nagieb (tiếng Ả Rập: محمد نجيب) là một cầu thủ bóng đá người Ai Cập. Anh hiện tại thi đấu ở vị trí hậu vệ for Al-Ahly.

## Sự nghiệp quốc tế
Anh từng được triệu tập vào đội tuyển quốc gia Ai Cập thi đấu tại vòng loại CAN 2012 trước Niger ngày 10 tháng 10 năm 2010.